# (13992) Cesarebarbieri
(13992) Cesarebarbieri (1993 FL8) – planetoida z grupy pasa głównego asteroid okrążająca Słońce w ciągu 3,66 lat w średniej odległości 2,37 j.a. Odkryta 17 marca 1993 roku.